# SDM-R
SDM-R, повна назва марксменська гвинтівка відділення (англ. Squad Designated Marksman Rifle) — американська напівавтоматична марксменська гвинтівка під набій 5,56×45 мм НАТО, що перебуває на озброєнні армії США з 2004 року. Гвинтівка є глибокою модернізацією автоматичної гвинтівки M16, що з початку 1960-х років перебувала на озброєнні Збройних сил США. Призначалася для забезпечення більшої точності та вогневої потужності стрільців армії США при веденні стрільби на більших відстанях, збільшуючи ефективну дальність стрільби піхотного відділення до 600 метрів.
SDM-R подібна до спеціальної снайперської гвинтівки «морських котиків» SEAL Recon Rifle та гвинтівки Mk 12 Special Purpose Rifle (SPR), які були розроблені та виготовлені для «морських котиків» ВМС та Командування спеціальних операцій США, відповідно.
На зміну SDM-R прийшла M110A1 SDMR, яка, як очікується, надійде на озброєння у 2020-х роках. У цій ролі M110A1 зберігає назву «Squad Designated Marksman Rifle» («Снайперська гвинтівка, призначена для стрільби у складі підрозділу»).

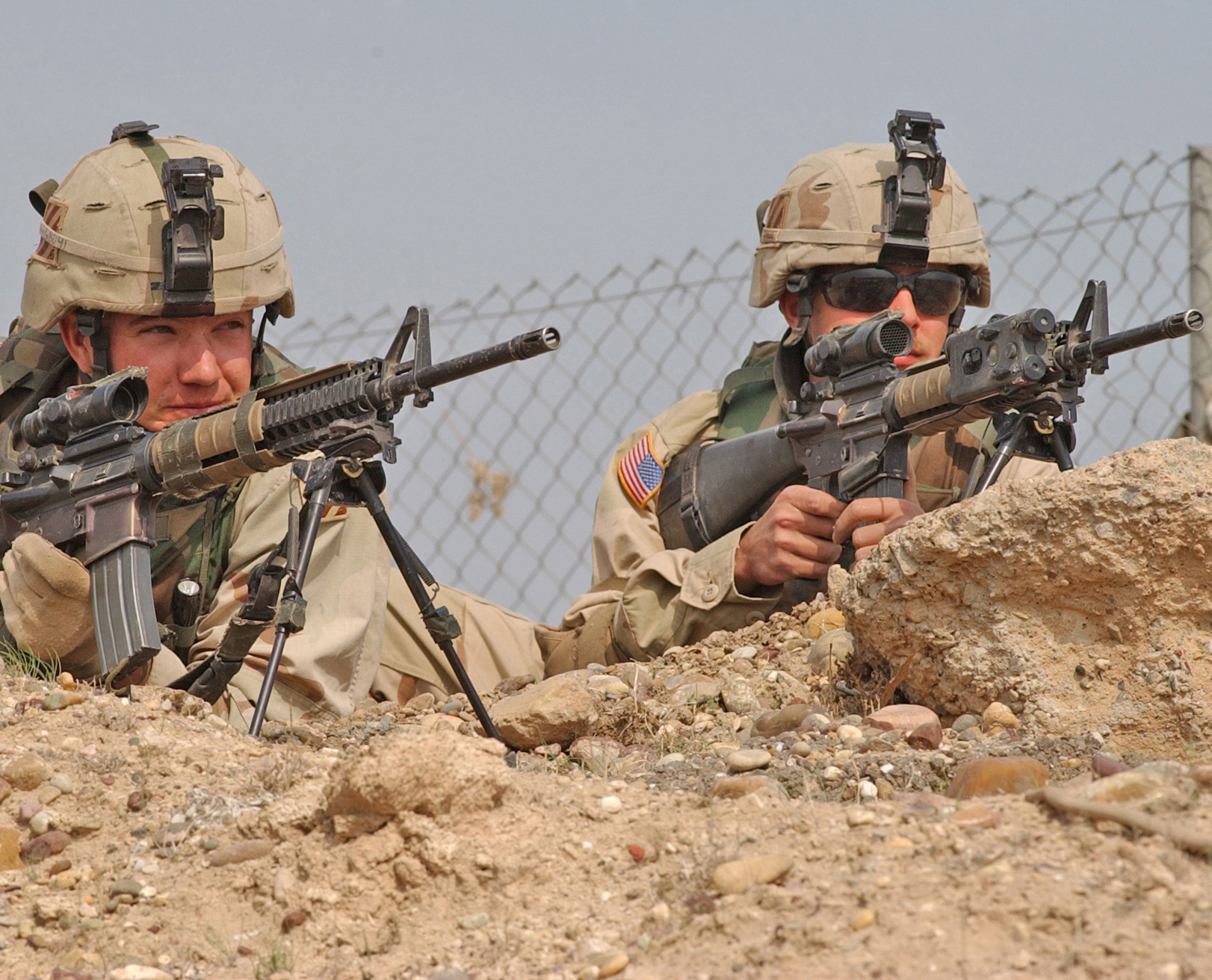
Два стрільці 3-ої піхотної дивізії, озброєні SDM-R, на вогневій позиції. Тікрит. Ірак. 2005

## Історія створення та служби
Посилення піхотного взводу або відділення підготовленим та відповідно озброєним стрільцем історично було постійним процесом в американській армії. Корпус морської піхоти США експериментував з цим під час проекту «Метрополіс», перш ніж ввести в організаційну структуру посаду «передового стрільця відділення» (Squad Advanced Marksman, SAM), оснастивши спеціально для цієї мети його «марксменською гвинтівкою відділення» (англ. Squad Advanced Marksman Rifle, SAM-R).
3-тя піхотна дивізія наслідувала цей приклад, впровадивши програму підготовки одного стрільця на відділення, Squad Designated Marksman (SDM), і розробивши гвинтівку, Squad Designated Marksman Rifle (SDM-R). SDM став невід'ємною частиною підрозділу і виконує функції стрільця в першу чергу та піхотного снайпера в другу. Цей стрілець не є штатним снайпером підрозділу, який уражає ворога точним вогнем на великих відстанях, натомість він навчений безпосередньо підтримувати підрозділ влучними пострілами на відстанях, що дещо перевищують звичайні дальності ефективного ведення вогню штатною зброєю піхотного відділення.
Армія США постійно удосконалювала тактику застосування своїх піхотних підрозділів, тому активно велися дослідження щодо заміни SAM-R на більш ефективну зброю, в основному шляхом збільшення калібру 5,56-мм на калібр 7,62×51 мм НАТО. Запланована заміна — M110A1 SDMR на основі HK417 від Heckler & Koch, яка, як очікується, надійде на озброєння на початку 2020-х рр.